# Manuel Sanguinetti
Manuel Sanguinetti (* 22. März 1917 in Montevideo; † 18. Dezember 1990 in Cali, Kolumbien) war ein uruguayischer Fußballspieler und Trainer.

## Spielerkarriere

### Verein
Defensivakteur Sanguinetti ist der Vater des Fußballspielers Alberto Manuel Sanguinetti († 2003 in den USA). Er stand mindestens seit 1934 in Reihen der Nachwuchsmannschaft des in Montevideo beheimateten Vereins River Plate Montevideo. Trainer Cesar Carrazale berief ihn sodann in die Erste Mannschaft des Klubs. In dieser spielte er bis 1939. Von den Montevideanern wechselte er in jenem Jahr nach Argentinien zu CA Independiente. Dort wurde er an der Seite von Mitspielern wie Vicente de la Mata, Arsenio Erico, Fernando Bello und Fermin Lecea direkt in seiner ersten Spielzeit Argentinischer Meister, kam allerdings in dieser Saison nur selten zum Einsatz. Im Folgejahr, als er weitaus mehr Einsatzzeit erhielt, wurde er mit dem Team Vizemeister. Insgesamt absolvierte er während seines bis 1944 datierten Engagements bei Independiente, in der man ihm den Beinamen „Mariscal“ gab, 85 Spiele für den Klub. Von 1945 bis 1947 gehörte er dem Kader des Club Atlético Peñarol in der Primera División an. 1945 gewann sein Verein die Uruguayische Meisterschaft. Allerdings wird Sanguinetti während dieser drei Jahre nicht als Mitglied der Kernmannschaft geführt. 1948 schloss er sich den Rampla Juniors an. 1951 wechselte er auf Vermittlung durch den uruguayischen Schiedsrichter Cativa Tolosa nach Kolumbien zu América de Cali. Bei den Kolumbianern spielte er bis 1952 an der Seite beispielsweise von Rigoberto Felandro, Gerardo Arce und Edgar Mallarino. Es folgte in jenem Jahr eine Karrierestation bei Deportivo Cali. Nachdem er zwischenzeitlich nach Uruguay zurückgekehrt war, führte ihn sein Lebensweg aus familiären Gründen 1954 wieder nach Kolumbien. Er setzte seine Karriere als Spieler und später Trainer bei Cúcuta Deportivo fort. 1958 spielte er dort mit seinem Sohn zusammen. 1960 wurde er Spielertrainer bei seinem vormaligen Arbeitgeber Deportivo Cali. 1962 beendete er – wohl ebenfalls in einer Funktion als Spielertrainer bei América de Cali – seine aktive Karriere.

### Nationalmannschaft
Sanguinetti war Mitglied der A-Nationalmannschaft Uruguays, für die er zwischen dem 12. Oktober 1938 bis zu seinem letzten Einsatz am 12. Februar 1939 fünf Länderspiele absolvierte. Ein Länderspieltor erzielte er nicht. Er gehörte dem Aufgebot Uruguays bei der Südamerikameisterschaft 1939 an. Zudem nahm er mit Uruguay 1938 an der Copa Hector Gomez teil.

### Erfolge
- Argentinischer Meister: 1939
- Uruguayischer Meister: 1945

## Trainerlaufbahn
Mindestens 1958 trainierte er Cúcuta Deportivo. 1960 wirkte er als Spielertrainer bei Deportivo Cali, nachdem er dort Julio Tocker in der Trainerposition abgelöst hatte. Der Erfolg blieb jedoch aus. Im Folgejahr setzte er als Nachfolger von Adolfo Pedernera seine Trainertätigkeit bei América de Cali fort. 1966 war er Trainer bei Atlético Bucaramanga.